# Архидиакон
Архидиа́кон (разг. архидья́кон, от др.-греч. ἀρχι- — «власть» и διάκονος — «слуга») — старший из диаконов в монашествующем духовенстве, то есть старший иеродиакон.

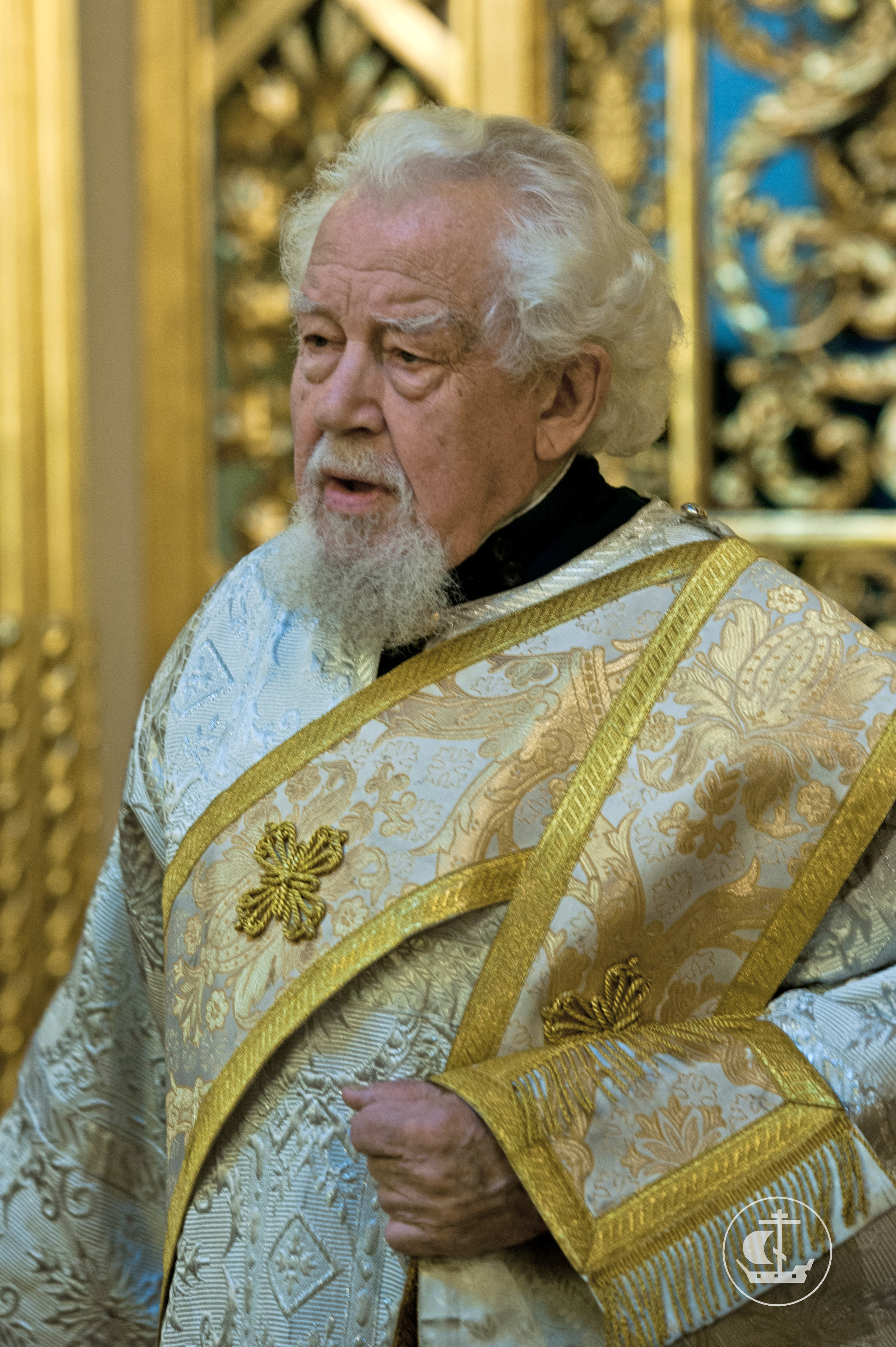
Архидиакон Андрей Мазур

Звание архидиакона, как и протодиакона, дают за личные заслуги перед Церковью или за долголетнюю безукоризненную службу. Возведение в архидиакона совершается через хиротесию, основными литургическими элементами которой выступают благословение, руковозложение, молитва и наречение.

## История
Архидиаконом назван первомученик Стефан, который был старшим среди первых семи диаконов и пострадал за Христа в Иерусалиме около 33 — 36 годов.
Архидиаконы были «оком и десницей епископов», занимавших видное положение, заботились о подготовке низших клириков, надзирали за диаконами, заведовали благотворительными делами епархии и пр.
Иногда архидиакон мог фактически возвыситься над пресвитером. Константинопольский патриарх Анатолий (449—458) возвёл своего архидиакона Аэция в пресвитеры.

### Архидиаконы в Западной церкви
Уже с V века в Западной (Римской) церкви, архидиаконы стали занимать должности викариев в епархиях и на соборах. В результате к ним постепенно перешло судебное разбирательство церковных дел, надзор за духовенством, монастырями и монастырскими имениями, ревизия епархий и суд над еретиками.
При римском епископе долгое время сохранялась традиция избирать семерых архидиаконов, которые подчинялись напрямую папе и вскоре сосредоточили в своих руках огромную финансово-административную и даже духовную власть. Папских архидиаконов стали почтительно называть кардиналами.
До IX века архидиаконы были только заместителями епископов, без личной власти, но после разделения епархий на округа и архидиаконства, они сделались самостоятельными чинами церкви и, за редкими исключениями, пользовались полной епископской властью.
В XI и XII веках архидиаконы считались самыми влиятельными прелатами Римской церкви. С течением времени значение их стало падать, и в XV и XVI веках они уступили право производить суд вновь образовавшимся судебным учреждениям, сохранив за собой только один титул.

### Архидиаконы в Восточной церкви
В греческой церкви, где не было слишком больших епархий и чрезмерной обременённости епископов делами, к VII веку звание архидиакона исчезло повсюду, кроме Константинополя.
В России звание архидиакона не имело широкого распространения, сохраняясь только в больших монастырях, а после 1917 года — при особе Патриарха Московского и всея Руси.
Порядок совершения церковного поставления во архидиакона находится в Чиновнике архиерейского священнослужения.

### Архидиаконы в настоящее время
В настоящее время в Римско-католической церкви звание архидиакона почти повсеместно упразднено.
У протестантов (прежде всего — у лютеран) звание архидиакона присваивается вторым священникам при главных церквях в больших городах. В Епископальной церкви в Англии архидиаконы до сих пор считаются представителями епископов по надзору за епархиями.
В Православной церкви архидиакон — это старший диакон, служащий при патриархе, его помощник при богослужении. В Русской православной церкви — архидиакон, служащий при патриархе, именуется патриаршим архидиаконом. В сегодняшней практике только патриарший архидиакон и старший архидиакон Украинской православной церкви Сергий Косовский принадлежат к белому духовенству. В крупных монастырях старший диакон также имеет сан архидиакона.
В церквях восточно-сирийской традиции архидиакон — почётный титул старшего священника при епископе.